# Ла Калера (Коавајутла де Хосе Марија Изазага)
Ла Калера (шп. La Calera) насеље је у Мексику у савезној држави Гереро у општини Коавајутла де Хосе Марија Изазага. Насеље се налази на надморској висини од 300 м.

## Становништво
Према подацима из 2010. године у насељу су живела 3 становника.

### Хронологија
| Година       | 2000         | 2005      | 2010 |
| ------------ | ------------ | --------- | ---- |
| Становништво | 23 (11 / 12) | 6 (3 / 3) | 3    |

### Попис
| # | Индикатор                     | Вредност |
| - | ----------------------------- | -------- |
| 1 | Укупно домаћинстава           | 6        |
| 2 | Укупно насељених домаћинстава | 2        |
| 3 | Величина локације             | 1        |